# SMILE
Smile är det nionde albumet av L'Arc-en-Ciel. Det gavs ut 31 mars 2004 på Ki/oon Records, det släpptes också i en begränsad upplaga där det ingick en DVD.
29 juni 2004 släpptes en USA-version på Tofu Records.

## Låtlista
| Nr | Titel                                          | Text  | Musik    |
| -- | ---------------------------------------------- | ----- | -------- |
| 1  | Kuchizuke (接吻 Kyss?)                         | Hyde  | Ken      |
| 2  | Ready Steady Go                                | Hyde  | Tetsu    |
| 3  | Lover Boy                                      | Ken   | Ken      |
| 4  | Feeling Fine                                   | Hyde  | Ken      |
| 5  | Time Goes On                                   | Tetsu | Tetsu    |
| 6  | Coming Closer                                  | Hyde  | Ken      |
| 7  | Eien (永遠 Evighet?)                           | Hyde  | Hyde     |
| 8  | Revelation                                     | Hyde  | Yukihiro |
| 9  | Hitomi no Juunin (瞳の住人 Invånare av Synar?) | Hyde  | Tetsu    |
| 10 | Spirit Dreams Inside                           | Hyde  | Hyde     |
| 11 | Ready Steady Go (Hydeless Version) *           | ‐     | Tetsu    |

* Bara på USA-versionen.

## DVD Låtlista (Endast begränsade upplagan)
| Nr | Datum                          | Plats | Titel                                                                             |
| -- | ------------------------------ | --- | --------------------------------------------------------------------------------- |
| 1  | 29 augusti 2001                | Tokyo Kokusai Forum (東京国際フォーラム Tokyo International Forum?)                                                                                  | Spirit Dreams Inside                                                              |
| 2  | 25 juni 2003                   | Akasaka Blitz (赤坂 BLITZ) 『Akasaka Zero day』 | Promised Land                                                                     |
| 3  | 6 juli 2003                    | Kokuritsu Yoyogi Kyougi-jou Dai-ichi Taiiku-kan (国立代々木競技場第一体育館 The First Gym in National Yoyogi Gymnasium?) 『Shibuya Seven days 2003』 | Fate / Kasou (花葬 Flower Burial?) / Forbidden Lover / Shout at the Devil / Honey |
| 4  | 13 juli 2003 - 14 januari 2004 | ‐ | 『Smile』 Recording                                                               |
| 5  | 26 december 2003               | Nippon Budoukan (日本武道館?) 『天嘉弐 -DANDERⅡ-』                                                                                                   | Ready Steady Go                                                                   |